# 大久保篤
大久保篤（日语：大久保篤，1979年9月20日—）是日本漫畫家。處女座。血型B型。代表作《炎炎消防隊》。
東京Animator學院出身。綾峰欄人的原助手。2001年在月刊少年GANGAN（Square Enix）刊載讀切，初次亮相。同年，在該雜誌連載的續作、第一部長篇作品（2001年～2002年連載）。2003年在該雜誌連載《SOUL EATER》。奇幻要素、獨特的台詞、畫風、世界觀是他的特色。

## 作品
讀切
連載中
單行本
- （2002年、月刊少年GANGAN、Square Enix）全4卷
- SOUL EATER（2004年～2013年、月刊少年GANGAN、Square Enix）全25卷
- Soul Eater Not!（2011年～2014年、月刊少年GANGAN、Square Enix）全5卷
- 炎炎消防隊（2015年～2022年、週刊少年Magazine、台灣新少年快報、講談社）全34卷

#### 电视动画
- 伪恋: 第7话片尾插图

## 助手
- 鹽澤天人志
- 外海良基
- 丸智之

## 外部連結
- （日語） 大久保篤の蛮族日記 （页面存档备份，存于）
- 大久保篤的X（前Twitter）